# Hemimysis sophiae
Hemimysis sophiae är en kräftdjursart som beskrevs av Michel Ledoyer 1989. Hemimysis sophiae ingår i släktet Hemimysis och familjen Mysidae. Inga underarter finns listade i Catalogue of Life.